# Anthracophagella pallidior
Anthracophagella pallidior är en tvåvingeart som först beskrevs av Becker 1911.  Anthracophagella pallidior ingår i släktet Anthracophagella och familjen fritflugor. Inga underarter finns listade i Catalogue of Life.